# Rio Groţca
O Rio Groţca é um rio da Romênia, afluente do Rio Danúbio, localizado no distrito de Mehedinţi.